# 你正常嗎
《你正常嗎》是騰訊一檔全民大調查節目。每期節目中節目組預先準備問題對全民進行調查，取得調查結果，並在每期節目中提供八道問題，讓參與的選手進行判斷。如果選手判斷的結果和大部分網友投票的結果一致，則可以獲得心願紅包，最高可獲得人民幣十萬元獎金。另每期節目會有一位特別來賓到場，共同為選手一起答題並提供意見。
第一季節目主持人為華少和陳嘉樺。於2014年4月10日起每週四12:00在騰訊播出，於2014年6月19日播出第一季最後一期。
第二季節目主持人為何炅和陳嘉樺。於2015年5月15日起每週五首播。
第三季主持人为何炅和刘宪华。于2016年5月23日起每周一播出。

## 播出時間

### 第一季（2014年）
- 《你正常嗎》官方網站 （页面存档备份，存于）

| 播出日期 | 期數   | 特別來賓       | 連結                                                            |
| 4月10日  | 第一期 | 吳奇隆         | 吴奇隆谈男人爱撒谎：“被女人逼的” （页面存档备份，存于）         |
| 4月17日  | 第二期 | 田樸珺         | 伙呆！78%網友為性放棄網絡 （页面存档备份，存于）                |
| 4月24日  | 第三期 | 范瑋琪         | 范范曝與黑人首次約會細節 （页面存档备份，存于）                 |
| 5月8日   | 第四期 | 袁姗姗         | 袁姗姗聊第一次 北影婚前性行为登顶 （页面存档备份，存于）        |
| 5月15日  | 第五期 | 梁靜           | 梁静被害妄想症常想自杀 55%的网友有过念头 （页面存档备份，存于） |
| 5月22日  | 第六期 | 吳莫愁         | 吳莫愁害羞男友幫洗內衣 75%人不信星座 （页面存档备份，存于）     |
| 5月29日  | 第七期 | 魏坤琳         | 52%人曾在遭遇性骚扰的时选择忍气吞声 （页面存档备份，存于）      |
| 6月5日   | 第八期 | 羽泉           | 近五成人下辈子想做富二代 羽凡回应离婚 （页面存档备份，存于）    |
| 6月12日  | 第九期 | 柳岩           | 柳岩男友可常换 郭德纲未婚就嫁他 （页面存档备份，存于）          |
| 6月19日  | 第十期 | 林志玲、蔡康永 | 林志玲蔡康永内地综艺节目合体首秀 （页面存档备份，存于）         |

### 第二季（2015年）
- 《你正常嗎2》官方網站 （页面存档备份，存于）

| 播出日期 | 期數   | 明星隊 | 連結 |
| 5月15日  | 第一期 | Selina | - 60％的女生接受陌生男子壁咚獻吻 （页面存档备份，存于） - 〖Ella私房話 - Selina〗 Hebe自曝壁咚經驗豐富 （页面存档备份，存于）                                                                        |
| 5月22日  | 第二期 | 楊千嬅 | - 過半女性不願嫁入豪門？ （页面存档备份，存于） - 〖Ella私房話 - 楊千嬅〗 曾志偉奕迅不正常？梁漢文談“先死” （页面存档备份，存于）                                                                    |
| 5月29日  | 第三期 | 大S    | - 與親人對視有多難？Ella大S淚崩 （页面存档备份，存于） - 〖Ella私房話 - 大S〗 小S摔傷後內地獻聲 自曝出門經常忘換鞋 （页面存档备份，存于）                                                            |
| 6月5日   | 第四期 | 陳楚生 | - 看臉！64%女生擇偶看外形 （页面存档备份，存于） - 〖Ella私房話 - 陳楚生〗 陳楚生自曝愛看女生腿發脾氣時很恐怖 （页面存档备份，存于）                                                                 |
| 6月12日  | 第五期 | 阿雅   | - 女人天生都是同性戀？ （页面存档备份，存于） - 〖Ella私房話 - 阿雅〗 1. Ella疑被鄰居偷窺裸體 阿雅是暗戀queen （页面存档备份，存于） 2. 曾因不化妝遭男友拋棄 「他嫌我太憔悴」 （页面存档备份，存于） |
| 6月19日  | 第六期 | 吳克群 | - 31-35歲人群最易後悔結婚 （页面存档备份，存于） - 〖Ella私房話 - 吳克群〗 吳克群曾與男同學談戀愛 想過整容 （页面存档备份，存于）                                                                    |
| 6月26日  | 第七期 | 包貝爾 | - 包貝爾批小三上位：先擦好屁股 （页面存档备份，存于） - 〖Ella私房話 - 包貝爾〗 包貝爾上跑男被批很難受 Ella欲明年生娃 （页面存档备份，存于）                                                         |
| 7月3日   | 第八期 | 王珞丹 | - 南北大PK 52%女性想嫁南方男人 （页面存档备份，存于） |
| 7月10日  | 第九期 | 華晨宇 | - 华晨宇称恋爱3小时可深入 （页面存档备份，存于） |
| 7月12日  | 第十期 | 李易峰 | - 李易峰助阵收官狂秀男友力 （页面存档备份，存于） |

### 第三季（2016年）
| 播出日期 | 期數   | 明星隊     |
| 5月23日  | 第一期 | 蕭敬騰     |
| 5月30日  | 第二期 | 薛之謙     |
| 6月13日  | 第三期 | 撒貝寧     |
| 6月20日  | 第四期 | 寧靜       |
| 6月27日  | 第五期 | 王嘉爾     |
| 7月4日   | 第六期 | 好妹妹樂隊 |
| 7月11日  | 第七期 | 謝娜       |
| 7月18日  | 第八期 | 大張偉     |
| 7月25日  | 第九期 | 林允兒     |
| 8月1日   | 第十期 | 李宇春     |

## 外部連結
- 《你正常嗎》官方微博的新浪微博
- 陈嘉桦 Ella的新浪微博 (第一、二季主持人)
- 華少的新浪微博 (第一季主持人)
- 何炅的新浪微博 (第二季主持人)